# Corey Toole
Corey Toole (7 de março de 2000) é um jogador de rugby australiano, que joga na posição de back.

## Carreira
Toole fez sua estreia no sevens no primeiro evento da World Rugby Sevens Series de 2021–22, marcando quatro tries, incluindo dois na vitória final do quinto lugar contra a Grã-Bretanha (35–21). Desde que estreou pela Austrália no primeiro evento em Dubai, Toole se tornou um dos jogadores mais importantes para eles, acumulando o maior número de tries na série (27) e três prêmios de jogador de impacto (Málaga, Sevilha, Cingapura). Após o quinto evento de sevens (10 de abril de 2022), Toole deteve o maior número de pontos de "Impacto Total" com 292, trinta e três pontos acima do segundo colocado Terry Kennedy (Irlanda). Indo para o evento final da série de 2021–22 (Los Angeles), Toole continua sendo o maior detentor de pontos de "Impacto Total" com 430, apenas quatorze pontos à frente de Terry Kennedy.
Em março de 2022, a Rugby Australia (RA) anunciou que Toole havia assinado para permanecer com a equipe masculina de sevens da Austrália até o final da Copa do Mundo de Rugby Sevens de 2022, o que o veria jogar na Copa do Mundo de Sevens e nos Jogos da Commonwealth de 2022, e o veria jogar em tempo integral com o ACT Brumbies a partir da temporada de 2023 do Super Rugby Pacific em diante.
Nos Jogos da Commonwealth de 2022, Toole ajudou a Austrália a terminar em quarto lugar, uma colocação melhor do que no torneio anterior (2018). Toole marcou dois tries ao longo do torneio. Ele competiu pela Austrália na Copa do Mundo de Rúgbi Sevens de 2022 na Cidade do Cabo. Ele foi convocado para a equipe australiana de sevens para as Olimpíadas de Verão de 2024 em Paris.
Em setembro de 2022, Toole assinou oficialmente um contrato de dois anos com o ACT Brumbies em tempo integral. Toole fez sua estreia oficial pelo time na primeira rodada da temporada de 2023 do Super Rugby Pacific contra os rivais australianos New South Wales Waratahs no Sydney Football Stadium. Marcando em um momento crucial da partida, e o último try do ACT Brumbies no jogo, o try de Toole colocou o ACT Brumbies em uma vantagem de nove pontos na marca dos cinquenta e oito minutos.